# Idaea muscifasciata
Idaea muscifasciata är en fjärilsart som beskrevs av W. Warren 1906. Idaea muscifasciata ingår i släktet Idaea och familjen mätare. Inga underarter finns listade i Catalogue of Life.